# 心臟醫學期刊
心臟醫學期刊（英語：Heart），前身為英國心臟醫學期刊，是一份國際性質的同行評審期刊，發行主要的對象含蓋所有心血管醫學（cardiovascular medicine）與外科醫學領域的臨床醫師（包含實習醫生）及研究人員，並擴及於相關的醫療保健人員比如：超音波心動圖描記人員及護理人員。

## 历史
心臟醫學期刊為英國心臟醫學會（British Cardiac Society）所正式發行的期刊，自1930年代開始出版至今，目前由BMJ出版集團公司（BMJ Publishing Group Ltd）所發行。
本期刊在1999年由史丹佛大學海威出版部（HighWire Press）線上發行。

## 外部連結
- 線上心臟醫學期刊[永久]